# 马蒂亚斯·埃德勒
马蒂亚斯·埃德勒（德語：Matthias Edeler，1970年1月8日—），德国男子赛艇运动员。他曾代表德国参加世界赛艇锦标赛，获得二枚金牌，均来自男子轻量级八人单桨有舵手项目。